# Interplay Entertainment
Interplay Entertainment Corp. este un dezvoltator și o editură americană de jocuri video cu sediul în Los Angeles. Compania a fost fondată în 1983 ca Interplay Productions de Brian Fargo⁠(d), Jay Patel, Troy Worrell și Rebecca Heineman⁠(d), precum și de investitorul Chris Wells. Ca dezvoltator, Interplay este cel mai bine cunoscut pentru crearea seriei Fallout și ca editură a seriilor Baldur's Gate și Descent.

## Istorie

### Interplay Productions

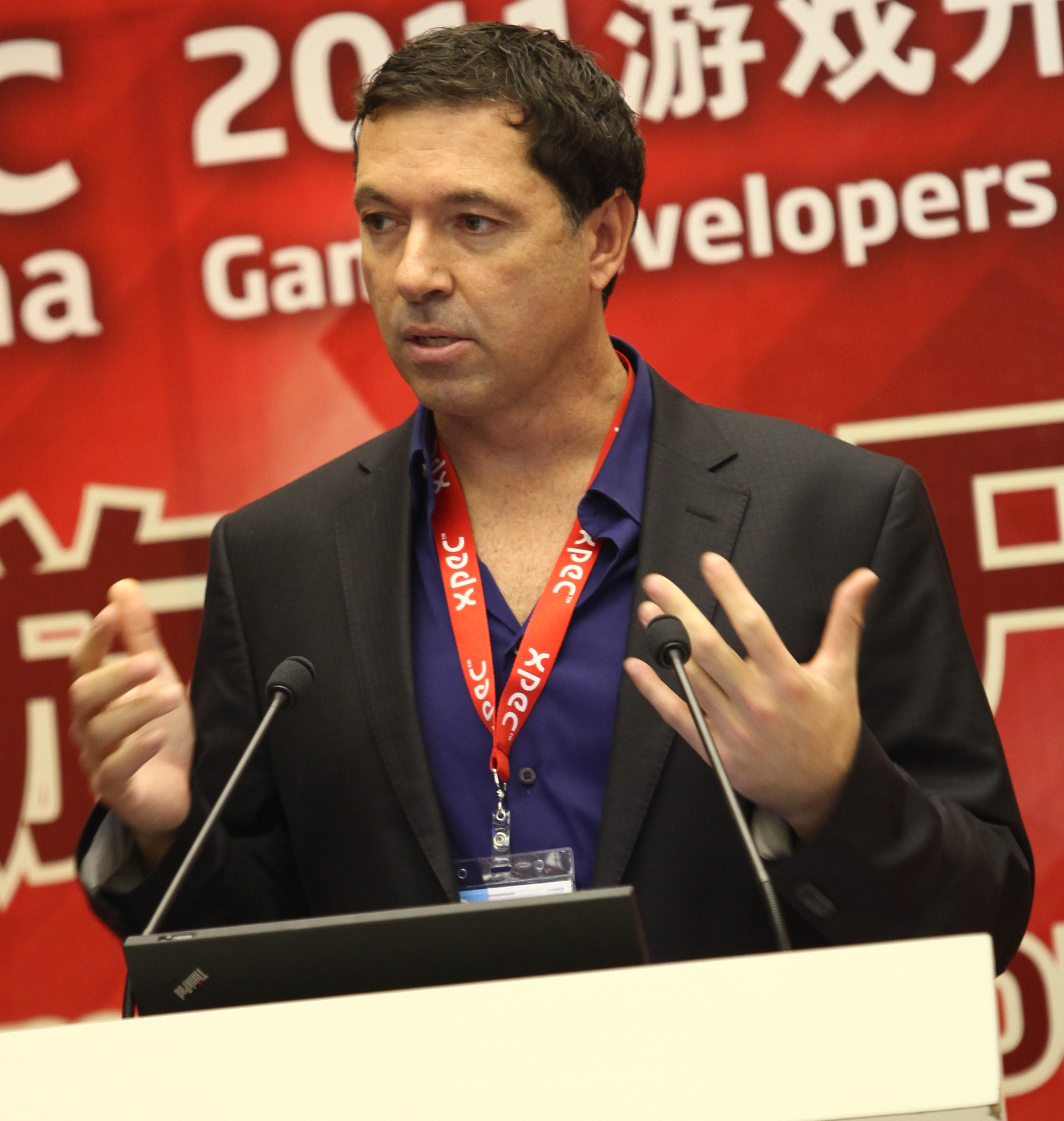
Brian Fargo în China, 2011

Înainte de Interplay, dezvoltatorii fondatori ai companiei – Brian Fargo, Troy Worrell, Jay Patel și Rebecca Heineman – au lucrat pentru Boone Corporation, un dezvoltator de jocuri video din California. Când Boone s-a închis  în cele din urmă, cei patru împreună cu investitorul Chris Wells, crezând că ar putea crea o companie mai bună decât Boone, au fondat Interplay în octombrie 1983. Primele proiecte nu au fost originale și au constat în conversii de software și chiar unele lucrări militare pentru Loral Corporation⁠(d). După negocieri cu cei de la Activision, Interplay a încheiat un contract de 100.000 USD pentru a produce trei aventuri text ilustrate pentru aceștia. Publicat în 1984, Mindshadow⁠(d) se bazează vag pe romanul Identitatea lui Bourne de Robert Ludlum, în timp ce jocul The Tracer Sanction îl pune pe jucător în rolul unui agent secret interplanetar. Al treilea joc, Borrowed Time, care include un scenariu de Arnie Katz, Subway Software, a urmat în 1985. Aceste aventuri s-au bazat pe munca anterioară a lui Fargo: primul său joc a fost Demon's Forge, publicat în 1981.
În același an, Interplay Productions, contractată de Electronic Arts, a portat Racing Destruction Set⁠(d) de la EA pe familia de computere Atari pe 8 biți. Conversia, codificată în întregime de Rebecca Heineman⁠(d), a fost lansată în 1986 prin Electronic Arts pentru Statele Unite și prin Ariolasoft⁠(d) pentru piața europeană.
Analizatorul⁠(d) Interplay de text a fost dezvoltat de Fargo și un asociat și într-o versiune înțelege aproximativ 250 de substantive și 200 de verbe, precum și prepoziții și obiecte indirecte.
În 1986, a urmat Tass Times din Tonetown. Interplay și-a făcut un nume ca dezvoltator de calitate de jocuri video de rol cu seria în trei părți The Bard's Tale (1985–1988), Wasteland⁠(d) (1988) și Dragon Wars⁠(d) (1989). Toate au fost publicate de Electronic Arts.
Interplay a început să publice propriile jocuri, începând cu Neuromancer și Battle Chess⁠(d), în 1988, apoi a trecut la publicarea și distribuirea de jocuri de la alte companii, continuând în același timp dezvoltarea internă de jocuri. În 1995, Interplay a publicat jocul de succes Descent, dezvoltat de Parallax Software. Interplay a publicat mai multe jocuri video Star Trek, inclusiv Star Trek: 25th Anniversary pentru computer și pentru Nintendo Entertainment System și Star Trek: Judgment Rites⁠(d). Aceste jocuri au avut ediții ulterioare pe CD-ROM lansate cu distribuția originală din Star Trek în roluri de voci. Interplay a publicat, de asemenea, jocurile Starfleet Academy⁠(d) și Klingon Academy⁠(d) și seria Starfleet Command, începând cu Star Trek: Starfleet Command⁠(d). Un alt joc, Star Trek: Secret of Vulcan Fury⁠(d), a fost în dezvoltare la sfârșitul anilor 1990, dar nu a fost niciodată finalizat și o mare parte din personalul său a fost concediat din cauza reducerilor bugetare determinate de diverși factori. În 1995, după câțiva ani de întârzieri, Interplay și-a publicat în sfârșit jocul de rol Stonekeep⁠(d), primul dungeon crawler la persoana I. Alte jocuri pentru PC lansate la mijlocul și sfârșitul anilor 1990 au fost Carmageddon⁠(d), Fragile Allegiance⁠(d), Hardwar⁠(d) și Redneck Rampage⁠(d). 
În 1997, Interplay a dezvoltat și lansat Fallout⁠(d), un joc video de rol de succes și aclamat de critici, plasat într-un cadru retro-futurist⁠(d) post-apocaliptic. Black Isle Studios, un dezvoltator nou creat pe plan intern, a creat o continuare, Fallout 2⁠(d), în 1998. O altă franciză Interplay ulterioară de succes a fost Baldur's Gate, un joc Dungeons & Dragons care a fost dezvoltat de BioWare și care a dat naștere unei expansiuni, unui sequel și la o serie spin-off de succes. Seria spin-off a început cu Baldur's Gate: Dark Alliance⁠(d); succesul jocului a dus și la o continuare. Pe lângă Dark Alliance, Interplay a publicat câteva serii de jocuri de consolă notabile, cum ar fi Loaded și seria de jocuri de luptă ClayFighter⁠(d) și jocurile Shiny Entertainment⁠(d), MDK⁠(d) și Wild 9⁠(d). 

### Interplay Entertainment
În 1998, situația financiară la Interplay era îngrozitoare, iar compania era în faliment. Pentru a preveni falimentul, Interplay a listat acțiuni publice la bursa NASDAQ sub numele de Interplay Entertainment.
Interplay a continuat să aibă pierderi financiare sub conducerea lui Brian Fargo din cauza concurenței crescute, a randamentelor mici ale diviziei de sport a Interplay și a lipsei titlurilor pentru consolă. Acest lucru a forțat Interplay să caute finanțare suplimentară doi ani mai târziu, cu o investiție de la Titus Software⁠(d), o companie de jocuri din Paris. Titus a fost de acord să investească 25 de milioane de dolari americani în Interplay și câteva luni mai târziu, a urmat o investiție suplimentară de 10 milioane. Interplay a dobândit, de asemenea, o proprietate de 49,9% a editurii Virgin Interactive⁠(d) în februarie 1999. Astfel, Interplay  putea să distribuie jocurile Virgin în America de Nord, în timp ce Virgin putea să distribuie jocurile  Interplay în Europa.
Până în 2001, Titus Interactive și-a finalizat achiziția controlului majoritar al Interplay. Imediat după aceea, au renunțat la majoritatea funcțiilor de editură ale Interplay și au semnat un acord pe termen lung prin care Vivendi Universal Games⁠(d) va distribui jocurile Interplay. În cele din urmă, fondatorul Interplay, Brian Fargo, a plecat la începutul anului 2002 pentru a fonda InXile Entertainment⁠(d), deoarece planul lui Fargo de a schimba obiectivul principal al Interplay de la jocurile pe computer la jocurile pe consolă a eșuat. Herve Caen a preluat rolul de CEO și a luat mai multe decizii nepopulare, dar probabil necesare pentru a anula diverse proiecte, pentru a salva compania. Interplay a vândut Shiny Entertainment⁠(d) către Infogrames și mai multe proprietăți de joc în timp ce a închis BlueSky Software⁠(d). Datorită prețului scăzut al acțiunilor, acțiunile Interplay au fost eliminate de la NASDAQ în 2002 și se tranzacționează acum pe piața Over the counter (OTC). Operațiunile europene ale Interplay au fost vândute în totalitate către Titus Interactive, inclusiv partea lor din Virgin Interactive, pe care Titus a redenumit-o ca Avalon Interactive⁠(d) în august 2003. Astfel, Titus a avut control complet asupra publicării și distribuirii jocurilor Interplay în Europa sub numele Avalon Interactive.
La 29 septembrie 2003, Interplay a anunțat că și-a anulat contractul de distribuție cu Vivendi Universal Games, deoarece Vivendi i-a dat în judecată pentru presupuse încălcări ale acordului de lucru și neplată. La 8 decembrie 2003, Interplay a concediat întregul personal de la Black Isle Studios. Compania a fost, de asemenea, implicată în probleme, inclusiv datorii. Feargus Urquhart⁠(d) a părăsit mai târziu Black Isle Studios, iar Interplay a suferit o pierdere de 20 de milioane de dolari în acel an.
În 2005, Titus Interactive S.A. a declarat falimentul și a închis toate activele pe care Interplay le-a achiziționat. Falimentul companiei Titus a făcut ca Interplay să fie împovărată cu datorii. Interplay s-a confruntat din nou cu falimentul și a fost adusă în fața instanței de faliment în 2006. Pentru a plăti creditorii, compania și-a modificat acordul de licență cu Bethesda Software și apoi a vândut proprietatea intelectuală a Fallout către Bethesda Softworks⁠(d) în 2007.
În septembrie 2008, mai multe jocuri din catalogul Interplay au fost relansate prin serviciul de distribuire digitală GOG.com, după ce au fost indisponibile⁠(d) în distribuția cu amănuntul ani de zile.
În august 2013, Interplay a achiziționat drepturile rămase asupra francizei FreeSpace⁠(d) cu 7.500 USD, după ce THQ⁠(d) a declarat faliment. 
În septembrie 2016, Interplay și-a anunțat intenția de a-și vinde proprietatea intelectuală, compusă din 70 de jocuri, colaborând cu Wedbush Securities. 
Interplay publică, împreună cu 3D Realms⁠(d), un remaster al jocului Xatrix Entertainment din 1999, Kingpin: Life of Crime⁠(d), care a fost publicat inițial de Interplay. Cunoscut ca Kingpin: Reloaded, jocul va fi dezvoltat de Slipgate Ironworks⁠(d). Acest lucru a fost anunțat la 17 ianuarie 2020.
În 2021, Interplay, prin Black Isle Studios, a relansat Baldur's Gate: Dark Alliance pe console moderne, iar mai târziu în acel an a lansat și o portare a acestuia pe PC pentru prima dată.

## Litigii
În 2003 și 2004, Snowblind Studios și Interplay Entertainment au fost implicate într-o dispută cu privire la Dark Alliance Engine⁠(d) pentru Fallout: Brotherhood of Steel⁠(d), Baldur's Gate: Dark Alliance II și versiunea pentru GameCube a originalului Dark Alliance. Disputa a fost rezolvată și Interplay are voie să lucreze cu materiale care foloseau deja Dark Alliance Engine.
Bethesda Softworks⁠(d) a dat în judecată Interplay în 2009, în ceea ce privește licența Fallout Online⁠(d) și vânzarea Fallout Trilogy și a solicitat o interdicție pentru a opri dezvoltarea Fallout Online și vânzările Fallout Trilogy. După mai multe încercări de aproape trei ani și în schimbul a 2 milioane de dolari, Interplay a oferit companiei Bethesda toate drepturile de autor pentru Fallout Online. Drepturile de autor ale Interplay de a vinde și de a comercializa Fallout, Fallout 2 și Fallout Tactics: Brotherhood of Steel⁠(d) au expirat la 31 decembrie 2013.
În 2010, TopWare Interactive⁠(d) a dezvăluit că dezvoltă Battle vs. Chess⁠(d) pentru a fi publicat de SouthPeak Games⁠(d). Interplay i-a dat în judecată și a câștigat un ordin de oprire a vânzărilor în Statele Unite. În 2012, Interplay a câștigat și a fost convenit un acord pentru 200.000 USD plus dobândă la 15 noiembrie 2012.

## Studiouri
- Interplay Discovery; o divizie fondată în 2010 care vizează publicarea de jocuri realizate de dezvoltatori independenți de jocuri video.
- Black Isle Studios din Comitatul Orange, California, o divizie fondată în 1996.

### Studiouri închise
- 14 Degrees East,[39] divizia de strategie a Interplay, situată în Beverly Hills și fondată în 1999.
- BlueSky Software⁠(d) din California, o divizie fondată în 1988, închisă în 2001.
- Brainstorm[40] în Irvine, California.
- Digital Mayhem,[41] un studio de dezvoltare Interplay care a portat Giants: Citizen Kabuto⁠(d) pe PS2 și a dezvoltat Run Like Hell⁠(d).
- FlatCat[42]
- Interplay Films, o divizie a Interplay Entertainment, a fost înființată în 1998 și trebuia să ecranizeze șapte dintre cele mai populare titluri de jocuri video ale companiei, în filme ca Descent, Redneck Rampage și Fallout. Președintele său a fost Tom Reed.
- Interplay Sports situată în Beverly Hills era divizia internă de sport de la Interplay. Divizia a fost fondată în 1995 ca VR Sports, dar și-a schimbat numele în 1998.[43]
- MacPlay, jocuri portate pe Mac OS din 1990-1997. Marca a fost licențiată către United Developers, LLC în 2000.
- Shiny Entertainment din Laguna Beach, California⁠(d), fondată în 1993, achiziționată în 1995, vândută către Atari în 2002. Ulterior, a fuzionat cu The Collective pentru a forma Double Helix Games⁠(d) în 2007.
- Tantrum Entertainment [44]